# 祝庆生
祝慶生（?—），男，中华人民共和国軍事、政治人物。第四任中國人民解放軍駐澳門部隊司令員，原广州军区装备部部长，現任中國人民解放軍陸軍副參謀長。

## 生平
早年任北京軍區坦克六師坦克21團參謀長、坦克六師機械化步兵團團長。1999年，任解放军驻澳门部队副司令员。2004年，任解放軍駐香港部隊副參謀長、駐香港部隊裝備部部長。2010年4月，任解放军驻澳门部队司令员。2011年7月晉升為少將軍銜。2014年7月，调任广州军区装备部部长。2016年6月，任中國人民解放軍陸軍副參謀長。